# Pozos de brea de Carpintería

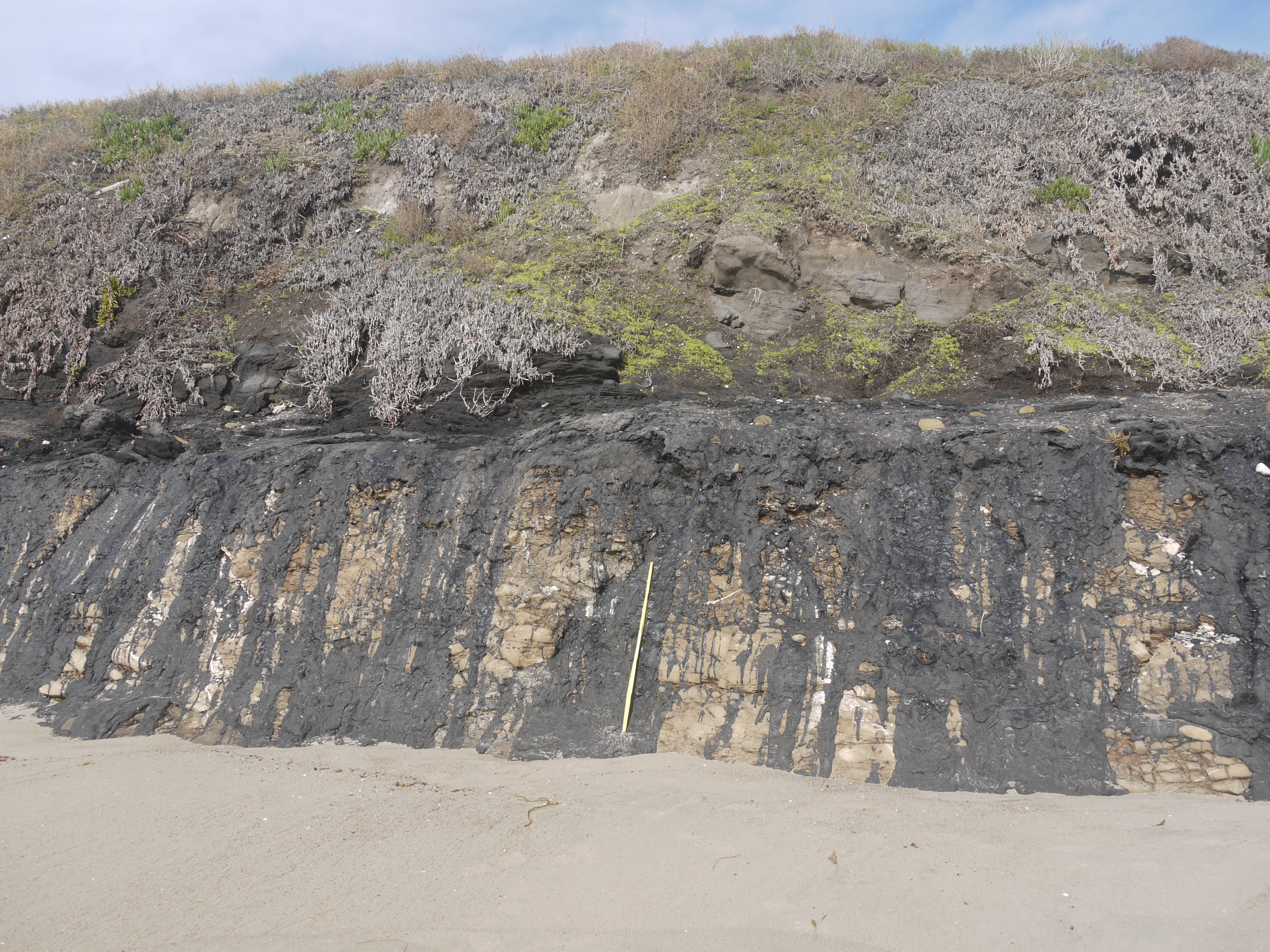
Capas de piedra, arena y brea en Carpinteria State Beach. Afloramiento desbordante de petróleo pesado. La regla vertical amarilla mide 1 m.

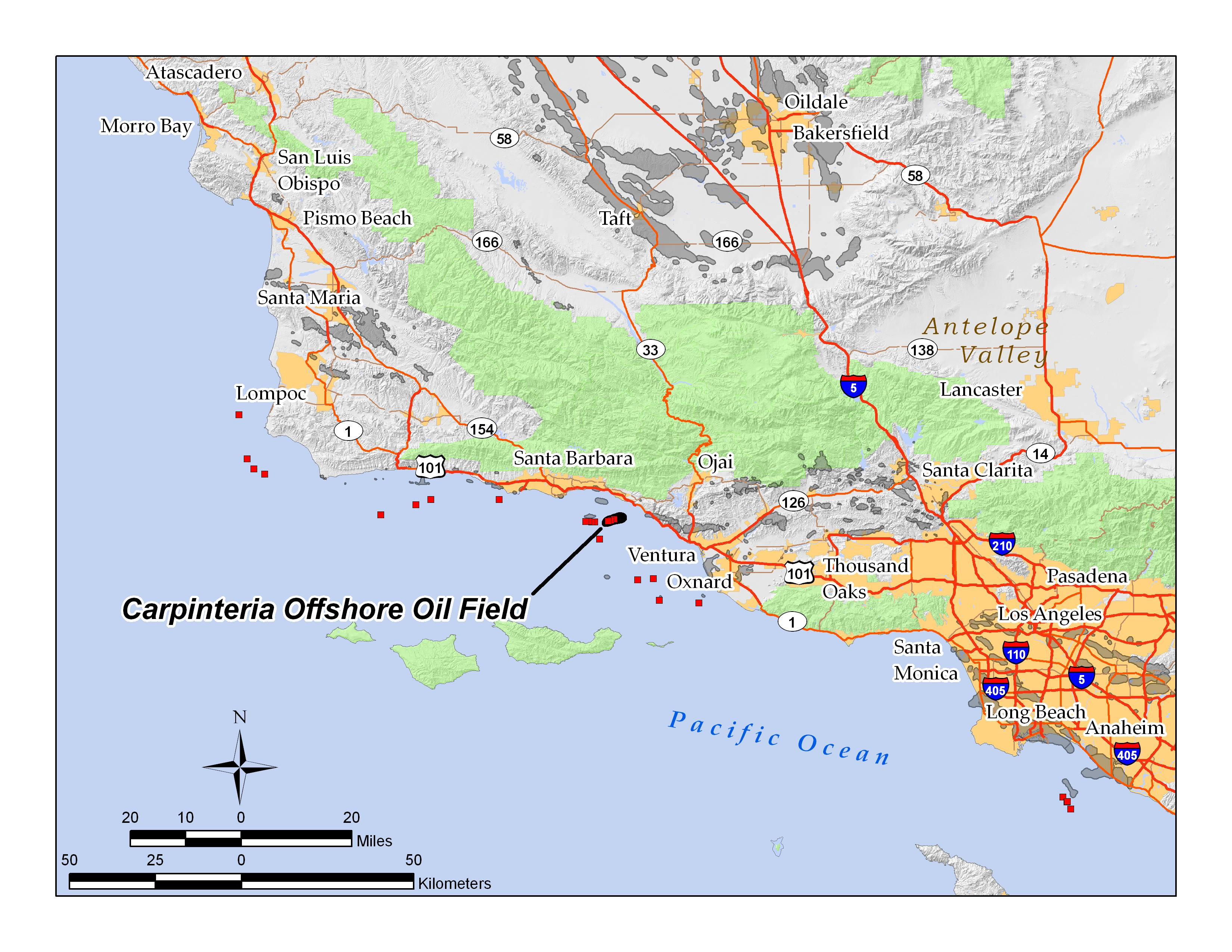
El área del campo petrolero en alta mar de Carpintería

Mapa general del condado de Santa Bárbara en el sur de California

Los pozos de brea de Carpintería son una serie de lagos de asfalto natural situados en la parte sur del condado de Santa Bárbara en el sur de California en los Estados Unidos.
Los pozos de brea de Carpintería son áreas de lagos de asfalto natural similares a los de Lago de la Brea en Trinidad y Tobago, el lago de asfalto de Guanoco en Venezuela y los pozos de brea en  el Rancho La Brea (Los Ángeles) y los pozos de brea McKittrick (McKittrick), ambos también ubicados en el estado estadounidense de California.

## Geografía
Los pozos de brea de Carpintería están ubicados en el extremo sureste del condado de Santa Bárbara, a unos 20 km (12,4 mi) al sureste de Santa Bárbara en el pueblo de Carpintería.
El área es un parque designado, denominado el Tar Pits Park, y se encuentra dentro del área de Carpintería State Beach en la parte sur entre los campamentos de Santa Rosa y San Miguel . La mayoría de los pozos de brea están ubicados a lo largo de un tramo corto directamente en la playa y se generan a partir del subyacente campo petrolero marino Carpintería.

## Geología
Los pozos de brea de Carpintería probablemente datan de la época del Pleistoceno .
La creación de un lago de asfalto es típicamente el resultado de migraciones ascendentes de hidrocarburos a lo largo de una falla geológica. Además, en conexión con la presión de subducción se puede crear contra la roca fuente de petróleo subyacente.
El petróleo se mueve hacia la superficie y se transforma lentamente en betún; en su camino a través de la litosfera, recoge arcilla y agua y se enfría en asfalto.

## Historia
Los pozos de brea de Carpintería eran conocidos por los nativos de Chumash, que extraían el asfalto y lo usaban como sellador para impermeabilizar sus tomols (barcos construidos con tablones) y otros fines.
El área fue nombrada "La Carpintería" (la carpintería) por una expedición española al mando del explorador Gaspar de Portolá, que llegó al área el 17 de agosto de 1769. A partir de 1915, los españoles iniciaron la minería en los pozos de brea y se usó el asfalto para construir una carretera costera. En 1933, el área fue designada playa estatal y en 1941 se abrió formalmente al público.
Los pozos de brea han atrapado y preservado a cientos de aves y animales de la Edad del Pleistoceno. Algunos de estos hallazgos están en exhibición en el Museo de Historia del Valle de Carpintería, pero no se han realizado estudios paleontológicos porque los pozos de brea se utilizaron como basureros locales.